# Napalm Rave
Pour les articles homonymes, voir Napalm (homonymie).
Napalm Rave est une série de compilations musicales, principalement orientée techno hardcore, commercialisée en Allemagne. La première compilation est commercialisée en 1995 par le label discographique Sub Terranean (émanation du magazine musical Sub Line (de)) au format double album. La série de six albums numérotés participe de la popularisation du style gabber en Allemagne.

## Style
Après un premier album donnant la part belle au groupe 80 Aum, originaire de Rotterdam, les opus suivants donnent une place majoritairement aux productions de deux DJ allemands, Walter Berude (jusqu'au volume 4 inclus) et John Krengiëlczak. Les autres pistes sont l’œuvre de quasi-anonymes.
Le son est d'abord plutôt dur, gabber voire speedcore. Les derniers opus (volumes 5 et 6) s'adoucissent, ouvrant la porte à un son trance.

## Accueil
La série a été accueillie de manière confidentielle, puisqu'elle n'est jamais parvenue à entrer dans les classements musicaux, en Allemagne ou ailleurs.
Le texte du livret du cinquième opus a été repéré par le site www.gabbers-gegen-rassismus.de comme représentatif du message non violent que véhicule la culture gabber, a contrario des représentations véhiculées par les médias de l'époque.
| Opus                 | Année | Artistes présents                                   |
| -------------------- | ----- | --------------------------------------------------- |
| Napalm Rave          | 1995  | 80 Aum, etc.                                        |
| Napalm Rave Vol. II  | 1996  | Walter Berude, etc.                                 |
| Napalm Rave Vol. III | 1996  | Jeff Porter, Walter Berude, John Krengiëlczak, etc. |
| Napalm Rave Vol.4    | 1996  | Walter Berude, John Krengiëlczak, etc.              |
| Napalm Rave Vol.5    | 1997  | John Krengiëlczak, etc.                             |
| Napalm Rave Vol.6    | 1998  | John Krengiëlczak, etc.                             |